# Badminton-Juniorenozeanienmeisterschaft 2023
Die Badminton-Juniorenozeanienmeisterschaft 2023 fand vom 10. bis zum 16. Februar 2023 im Auckland Badminton Stadium in Auckland statt.

## Sieger und Platzierte
| Disziplin    | Gold                              | Silber                      | Bronze                            |
| ------------ | --------------------------------- | --------------------------- | --------------------------------- |
| Herreneinzel | Jie Ying Chan                     | Daniel Hu                   | Shrey Dhand                       |
| Herreneinzel | Jie Ying Chan                     | Daniel Hu                   | Frederick Zhao                    |
| Dameneinzel  | Catrina Chia-Yu Tan               | Isabella Yan                | Jazmine Lam                       |
| Dameneinzel  | Catrina Chia-Yu Tan               | Isabella Yan                | Sydney Tjonadi                    |
| Herrendoppel | Chris Benzie Daniel Hu            | Jordan Yang Frederick Zhao  | Jie Ying Chan Ephraim Stephen Sam |
| Herrendoppel | Chris Benzie Daniel Hu            | Jordan Yang Frederick Zhao  | Shrey Dhand Jayden Lim            |
| Damendoppel  | Dania Nugroho Catrina Chia-Yu Tan | Sydney Tjonadi Joanne Zheng | Faye Huo Victoria Tjonadi         |
| Damendoppel  | Dania Nugroho Catrina Chia-Yu Tan | Sydney Tjonadi Joanne Zheng | Jazmine Lam Maureen Wijaya        |
| Mixed        | Ephraim Stephen Sam Dania Nugroho | Jordan Yang Sydney Tjonadi  | Shrey Dhand Isabella Yan          |
| Mixed        | Ephraim Stephen Sam Dania Nugroho | Jordan Yang Sydney Tjonadi  | Asher Jing Jie Ooi Amy Guo        |
| Mannschaft   | Australien                        | Neuseeland                  | Neukaledonien                     |